# Kjell Oscarius
Kjell Oscarius (ur. 1 maja 1943, zm. 29 maja 2022), szwedzki curler, mistrz świata z 1973 i wicemistrz Europy 1975. Brat Bengta.
Oscarius jako zawodnik Djursholms Curlingklubb 4-krotnie reprezentował Szwecję na arenie międzynarodowej. 3 razy wygrał mistrzostwa kraju, co umożliwiało mu wyjazdy na mistrzostwa świata, raz wystąpił również w rozgrywkach europejskich.
Podczas Mistrzostw Świata 1969 Szwedzi z Oscariusem na pozycji skipa w Round Robin wygrali 4 mecze a przegrali 3. Dało im to 4. miejsce, wówczas w fazie finałowej brały udział tylko 3 najlepsze reprezentacje. Następny raz Kjell wystąpił w 1972. Zawodnicy z Gmina Danderyd uplasowali się na ostatnim, 8. miejscu przegrywając wszystkie spotkania.
Rok później reprezentacja Szwecji w fazie grupowej zwyciężyła 7 razy a przegrała tylko 2, w rezultacie z 2. pozycji Szwedzi awansowali do fazy finałowej. W półfinale pokonali 9:5 Francję (Pierre Boan) by w finale zmierzyć się z Kanadyjczykami, którzy bronili tytułów. Ostatni mecz turnieju zakończył się wynikiem 6:5 dla Szwecji, był to pierwszy tytuł mistrzów świata wywalczonych przez ten kraj.
Reprezentacja kraju na czele z Oscariusem zagrała w pierwszych mistrzostwach Europy, które odbyły się w 1975. Szwecja przegrywając tylko jeden mecz (2:5 przeciwko Szkocji – skip: Ken Marwick) w Round Robin jako lider klasyfikacji znalazła się bezpośrednio w finale. Tam jednak lepsi okazali się być Norwegowie (Knut Bjaanaes), którzy wygrali spotkanie 7:6.

## Drużyna
|           | Czwarty        | Trzeci         | Drugi               | Otwierający         |
| --------- | -------------- | -------------- | ------------------- | ------------------- |
| 1972/1975 | Kjell Oscarius | Bengt Oscarius | Tom Schaeffer       | Claes-Göran Carlman |
| 1971/1972 | Kjell Oscarius | Tom Schaeffer  | Bengt Oscarius      | Claes-Göran Carlman |
| 1968/1969 | Kjell Oscarius | Bengt Oscarius | Claes-Göran Carlman | Christer Wessel     |